# Siphonoperla ottomoogi
Siphonoperla ottomoogi is een steenvlieg uit de familie groene steenvliegen (Chloroperlidae). De wetenschappelijke naam van de soort is voor het eerst geldig gepubliceerd in 2008 door Graf.
Het dier wordt 5 tot 11 millimeter lang. 
De soort is alleen bekend uit het Steirisches Randgebirge in Oostenrijk.